# 電波鳥人樂隊
電波鳥人樂隊（Radio Birdman）是一隊來自澳洲悉尼的朋克樂隊，成立於1974年，由於當時樂隊的歌曲前衛，所以在澳洲音樂界具有影響力。

## 簡歷
首張單曲碟《Burn My Eyes》在1976年推出。樂隊的名字從The Stooges單曲《1970》的歌詞聽錯而演變出來的。首張大碟《Radio Appears》的時候表現出樂隊的影響力。他們的曲式也很有六十年代美國底特律樂隊的風格，例如The Stooges和MC5，雖然樂隊只有一間電台為叫“Double J”來做宣傳，但不久己被美國唱片公司Sire Records收構，發行了國際版首張大碟《電波中出現》。1980年，推出第二張大碟《Living Eyes》，但唱片發行前樂隊己解散。近年樂隊再重組，在2006年己推出新唱片《Zeno Beach》。

## 成員
- Rob Younger - 主音
- Deniz Tek - 結他
- Chris Masuak - 結他
- Warwick Gilbert - 低音結他
- Phil Hoyle - 电子琴
- Ron Keeley - 鼓

## 大碟
- Radios Appear - 1976
- Radios Appear (Overseas Version) - 1978
- Living Eyes - 1980
- Zeno Beach - 2006

## 外部連結
- 官方网站